# Huttukylä
Huttukylä är en tätort (finska: taajama) och stadsdel i Uleåborgs stad (kommun) i landskapet Norra Österbotten i Finland. Vid tätortsavgränsningen den 31 december 2021 hade Huttukylä 265 invånare och omfattade en landareal av 2,01 kvadratkilometer.